# Комиссаров, Игорь Васильевич
Игорь Васильевич Комиссаров (24 февраля 1931, Вологда — 17 января 2011, Донецк) — советский и украинский фармаколог, член-корреспондент НАН и НАМН Украины (1991).

## Биография
Родился в Вологде 24 февраля 1931 г. в семье служащего.
С отличием закончил лечебный факультет Минского медицинского института в 1954 г. С 1954—1956 аспирантура на кафедре фармакологии Минский медицинский институт.
В 1956 году И. В. Комиссаров защитил кандидатскую диссертацию «Фармакология и токсикология нитрила акриловой кислоты», выполненную под руководством профессора К. С. Шадурского, после чего продолжил работу на кафедре фармакологии Минского медицинского института.
С 1959 года доцент кафедры фармакологии Донецкого медицинского института им. М. Горького, где занимался научной и преподавательской деятельностью.
В 1965 году защитил докторскую диссертацию по теме «Экспериментальные исследования по фармакологии курареподобных веществ /изостеризм и механизмы действия», стал профессором.
С 1962—2006 годы был заведующим кафедрой фармакологии Донецкого национального медицинского университета им. М. Горького.
В 1991 году был избран членом-корреспондентом НАН и НАМН Украины.
Умер 17 января 2011 года в Донецке, где и похоронен.

### Научная работа
Основное направление исследований И. В. Комиссарова — молекулярная фармакология синапсов периферической и центральной нервной системы. В 60-х годах прошедшего столетия он одним из первых в отечественной фармакологии сформулировал теорию рецепции сигнальных молекул (медиаторов, гормонов, биорегуляторов) функционально значимыми белковыми молекулами цитоплазматических мембран различных клеток — рецепторами. И. В. Комиссаров развил, формализовал и экспериментально на различных объектах обосновал принцип аллостерической регуляции мембранных рецепторов. Наряду с глубокой всесторонней разработкой фундаментальных проблем молекулярной фармакологии И. В. Комиссаров большое внимание уделял практическому изысканию высокоэффективных фармакологических и лекарственных веществ. Под его руководством были проведены доклинические исследования и клинические испытания местного анестетика индокаина, ноотропного средства с анксиолитической активностью карбацетама, нового противорвотного средства пирикапирона. Помимо этого, под его руководством были определены и законодательно утверждены предельно допустимые концентрации 20 химических веществ, с которыми соприкасаются рабочие на химических предприятиях Украины и Российской Федерации.
И. В. Комиссаров — автор 282 научных работ, среди которых шесть монографий. Это «Элементы теории рецепторов в молекулярной фармакологии» (1969 г.), «Лекарственная регуляция адренергических процессов» (1976 г.), «Механизмы химической чувствительности синаптических мембран» (1986 г.), «Бета-карболины: химия и нейробиология» (1992 г.), «Модуляция эффективности межнейронных связей биорегуляторами и фармакологическими средствами» (1994 г.), «Синаптические ионотропные рецепторы и познавательная деятельность» (2001 г.). И. В. Комиссаров подготовил шесть учебников и учебных пособий по базовой фармакологии, важнейшим из которых является неоднократно переиздаваемый учебник «Фармакология: введение в фармако- и химиотерапию» (1992—2004 г.). И. В. Комиссаров является автором и соавтором 33 авторских свидетельств на изобретения, касающихся фармакологической активности новых продуктов целенаправленного химического синтеза.

### Разработанные препараты
Под руководством И. В. Комиассарова были проведены доклинические исследования и клинические испытания местного анестетика индокаина, ноотропного средства с анксиолитической активностью карбацетама, нового противорвотного средства пирикапирона. Помимо этого, под его руководством были определены и законодательно утверждены предельно допустимые концентрации 20 химических веществ, с которыми соприкасаются рабочие на химических предприятиях Украины и Российской Федерации.

### Педагогическая, руководящая и редакторская работа
И. В. Комиссаров был членом научно-экспертного совета Государственного фармакологического центра МЗО Украины, членом правления Украинского общества фармакологов, членом редакционного света журнала «Нейрофизиология/Neurophysiology», редколлегий журналов «Экспериментальная и клиническая фармакология», «Архив клинической и экспериментальной медицины», «Международный медицинский журнал».
Игорь Васильевич активно совмещал научную работу с педагогической и руководящей. И. В. Комиссаров создал авторитетную научную школу фармакологов Донбасса. Под его руководством были подготовлены четыре доктора и 31 кандидат медицинских и биологических наук. Его выступления привлекали внимание слушателей широтой охвата проблем и высочайшей эрудицией. Его лекции проходили в переполненных студентами аудиториях, благодаря простому и доступному студентам изложению трудных для понимания разделов фармакологии.

## Награды и премии
- медаль «За доблестный труд»
- грамота Президиума Верховного Совета Украины
- За монографию «Механизмы химической чувствительности синаптических мембран» Всесоюзным обществом фармакологов И. В. Комиссаров был удостоен медали Н. П. Кравкова

## Работы учёного
- Элементы теории рецепторов в молекулярной фармакологии, М., 1969
- Лекарственная регуляция адренергичческих процессов, К., 1976
- Механизмы химической чувствительности синаптических мембран, К., 1986
- Бета-карболины: химия и нейробиология, К., 1992
- Модуляция эффективности межнейронных связей биорегуляторами и фармакологическими средствами, К.,1994,
- Синаптические ионотропные рецепторы и познавательная деятельность, Д., 2001
- Фармакология: введение в фармако- и химиотерапию, Д., 1992—2004
- Роль моноаминергического компонента в антидепрессивном эффекте неконкурентных антагонистов N-метил-D-аспарата, Журн. АМНУ.., 2005
- Аллостерическая модуляция ионотропных рецепторов как феномен и основа конструирования психоактивных средств, Вiсн. фармакологiї та фармацiї. 2007. № 4.., 2007

## Память
Имя профессора И. В. Комиссарова носит кафедра фармакологии и клинической фармакологии Донецкого национального медицинского университета им. М. Горького ).